# 梅迪亞阿瓜
31°59′S 68°26′W / 31.983°S 68.433°W

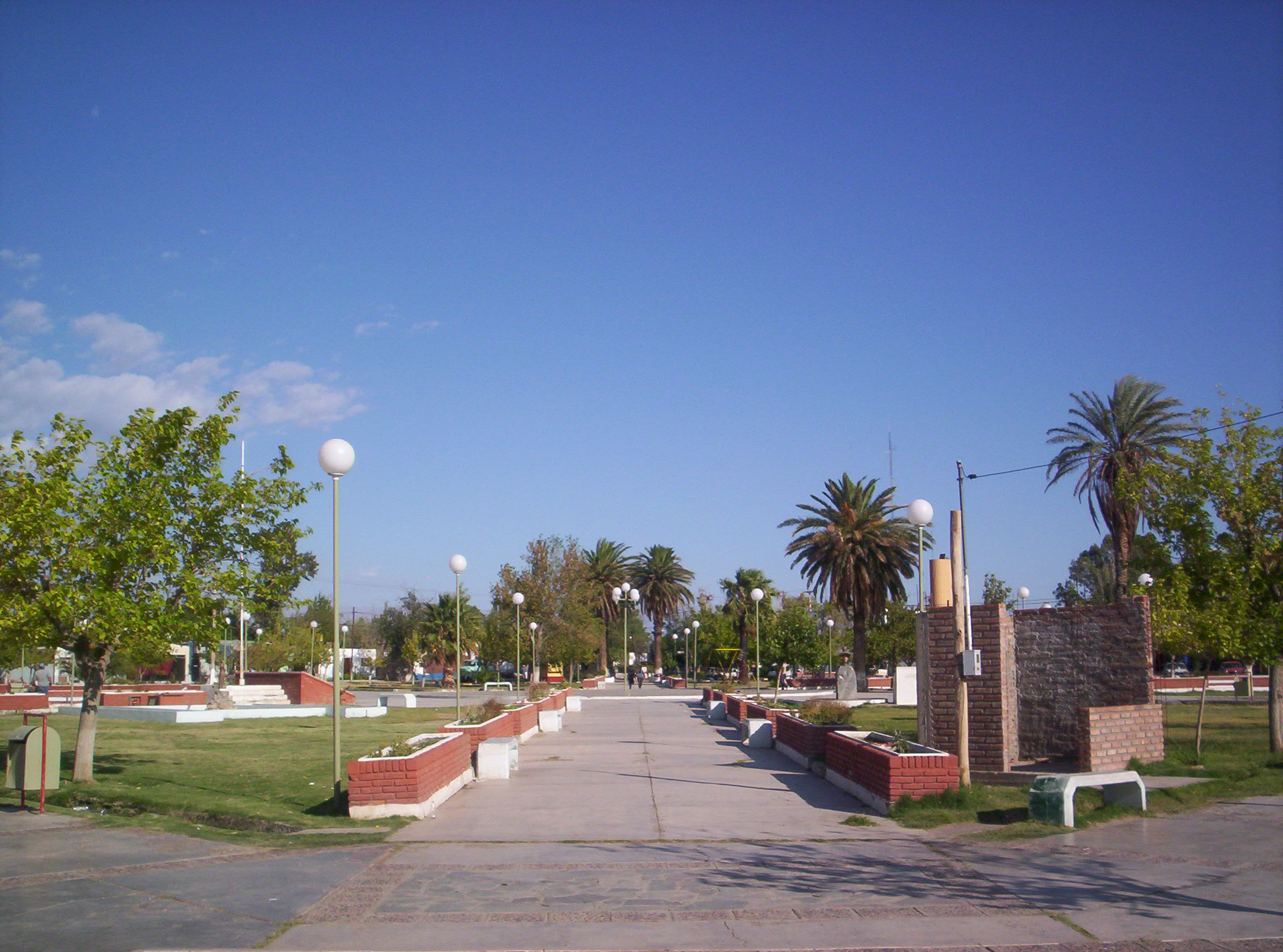
梅迪亞阿瓜

梅迪亞阿瓜（西班牙語：Media Agua），是阿根廷的城鎮，位於該國西部聖胡安省，是薩爾米恩托縣的首府，始建於1908年，海拔高度639米，該地區的地震活動頻繁和低強度，2010年人口11,257。